# Stroma (chloroplast)
Het stroma is de grondvloeistof van een chloroplast. De membraansystemen die in het stroma zijn ingebed (thylakoïden genaamd) bevatten moleculaire complexen die betrokken zijn bij de fotosynthese.
Het stroma is een eiwitrijke, alkalische, waterige oplossing dat overeenkomt met het cytosol van de oorspronkelijke cyanobacterie. Naast het thylakoïdesysteem draagt het stroma ook de bijbehorende plastoglobuli, zetmeelkorrels en andere eiwitcomplexen.
Fotosynthese bestaat uit een keten van biochemische redoxreacties die grotendeels plaatsvinden in het stroma. De fotosynthese is globaal op te delen in twee samenhangende deelreacties. In de eerste fase, de lichtreacties, vangen chlorofylmoleculen de energie van licht en gebruiken deze om de energierijke moleculen ATP en NADPH te synthetiseren. Tijdens de tweede fase, de Calvincyclus, worden de energierijke moleculen in het stroma gebruikt om koolstofdioxide om te zetten in organisch materiaal (glucose).
Het stroma is ook de plaats waarin het chloroplast-DNA en de ribosomen voorkomen. In het stroma vinden daarom verschillende processen plaats die hiermee samenhangen: replicatie van het chloroplast-DNA, en de genexpressie van bepaalde chloroplast-eiwitten.